# FFA P-16
El FFA P-16 fue un proyecto de avión a reacción de caza y ataque ligero desarrollado por el fabricante aeronáutico suizo Flug und Fahrzeugwerke Altenrhein AG, que realizó su primer vuelo el 25 de abril de 1955. El P-16 estaba llamado a ser una aeronave que reemplazase los aviones de caza propulsados por hélice que en aquella época estaban en servicio en la Fuerza Aérea Suiza. Fue el segundo intento para crear un avión de combate diseñado en el país helvético, pero el proyecto dio a su fin antes de que llegase a entrar en servicio. Tras la cancelación, el diseño de la aeronave lo adquirió el empresario Bill Lear para emplear algunas partes en el diseño de la primera generación de aviones de negocio Learjet.

## Variantes
- Mk I: Dos prototipos con motor AS Sapphire 6.
- Mk II: Prototipo de preproducción, con motor Sapphire 7. Una sola unidad construida de un pedido de cuatro, antes de que el proyecto se cancelase.
- Mk III: dos unidades fabricadas en solitario por FFA en un intento por reavivar el proyecto.

Variantes propuestas
- AA-7: Con motor SNECMA Atar 9C
- AJ-7: Con motor General Electric J79
- AR-7: Con motor Rolls-Royce RB.168
- P-16 Trainer Biplaza de asiento en tándem

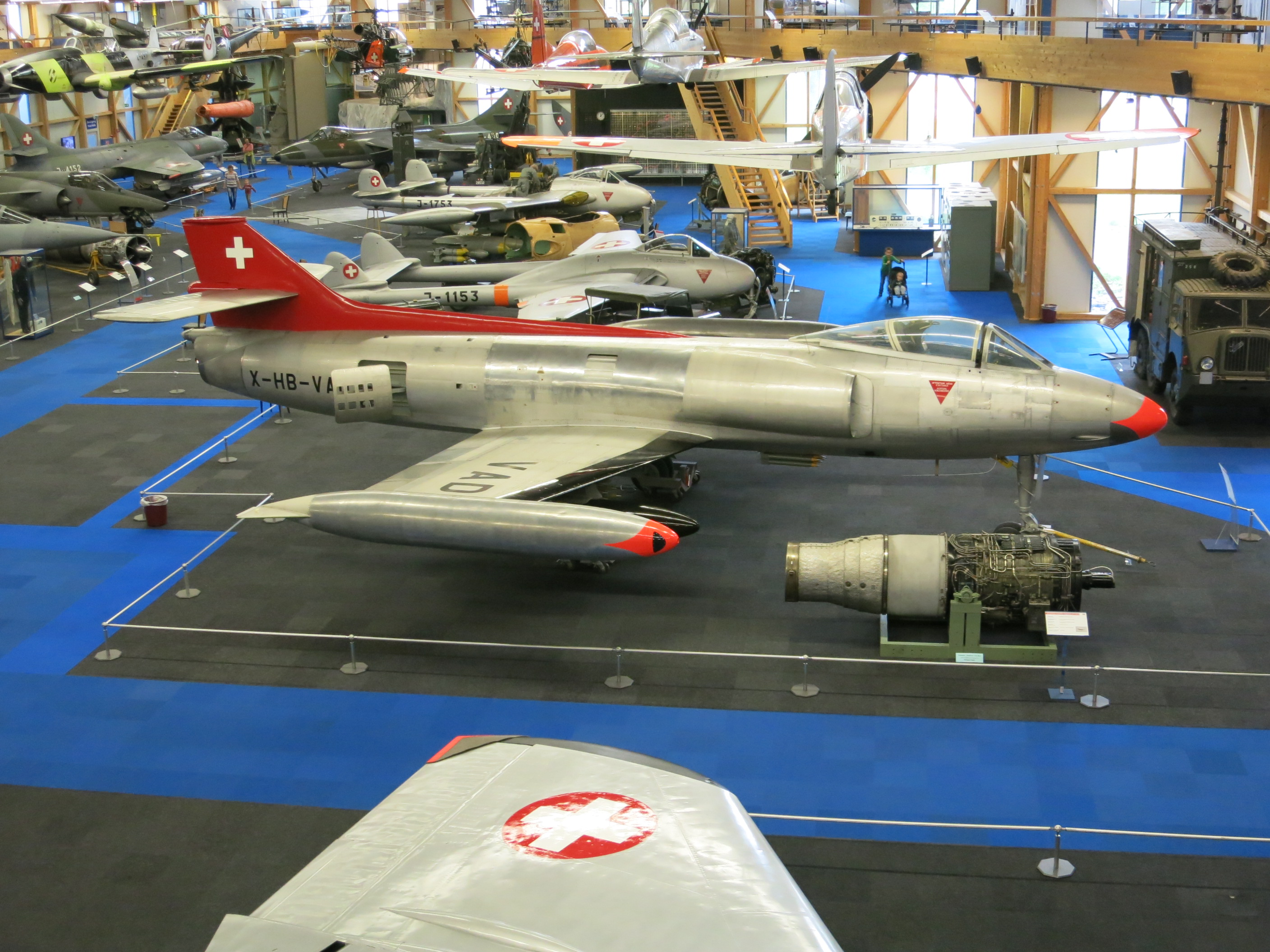
FFA P-16 MK.III J-3005/ X-HB-VAD
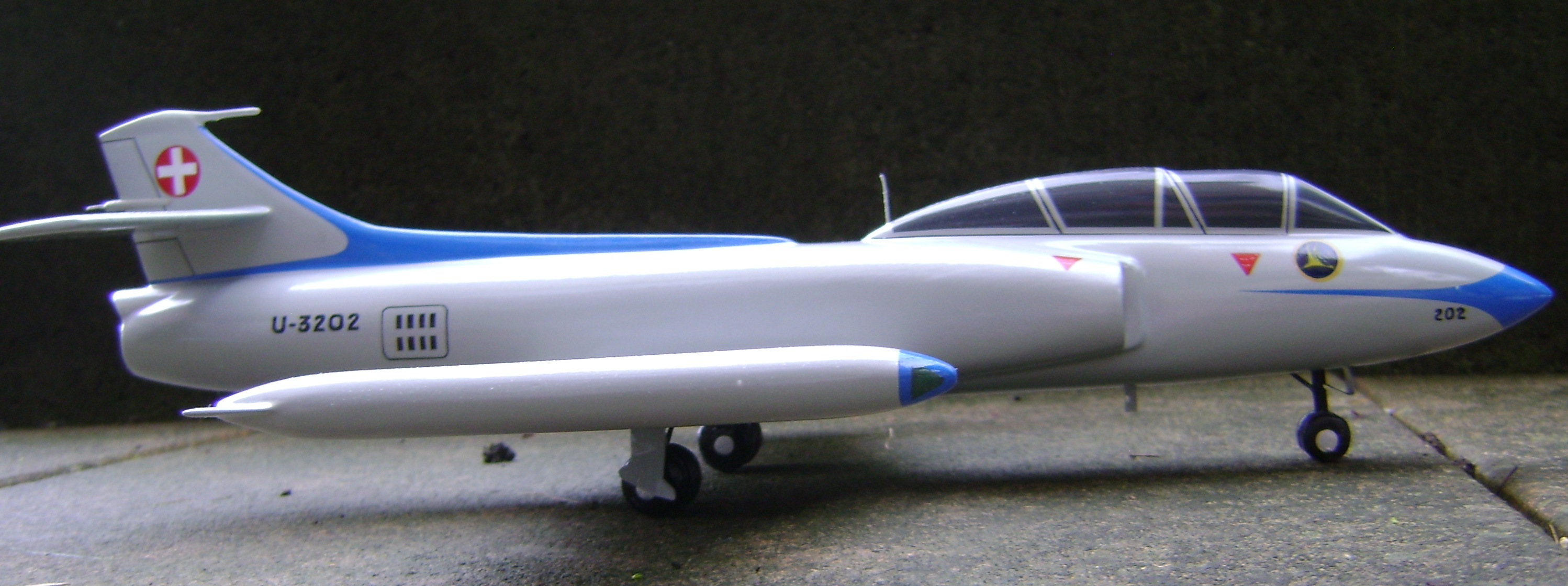
FFA P-16 Trainer
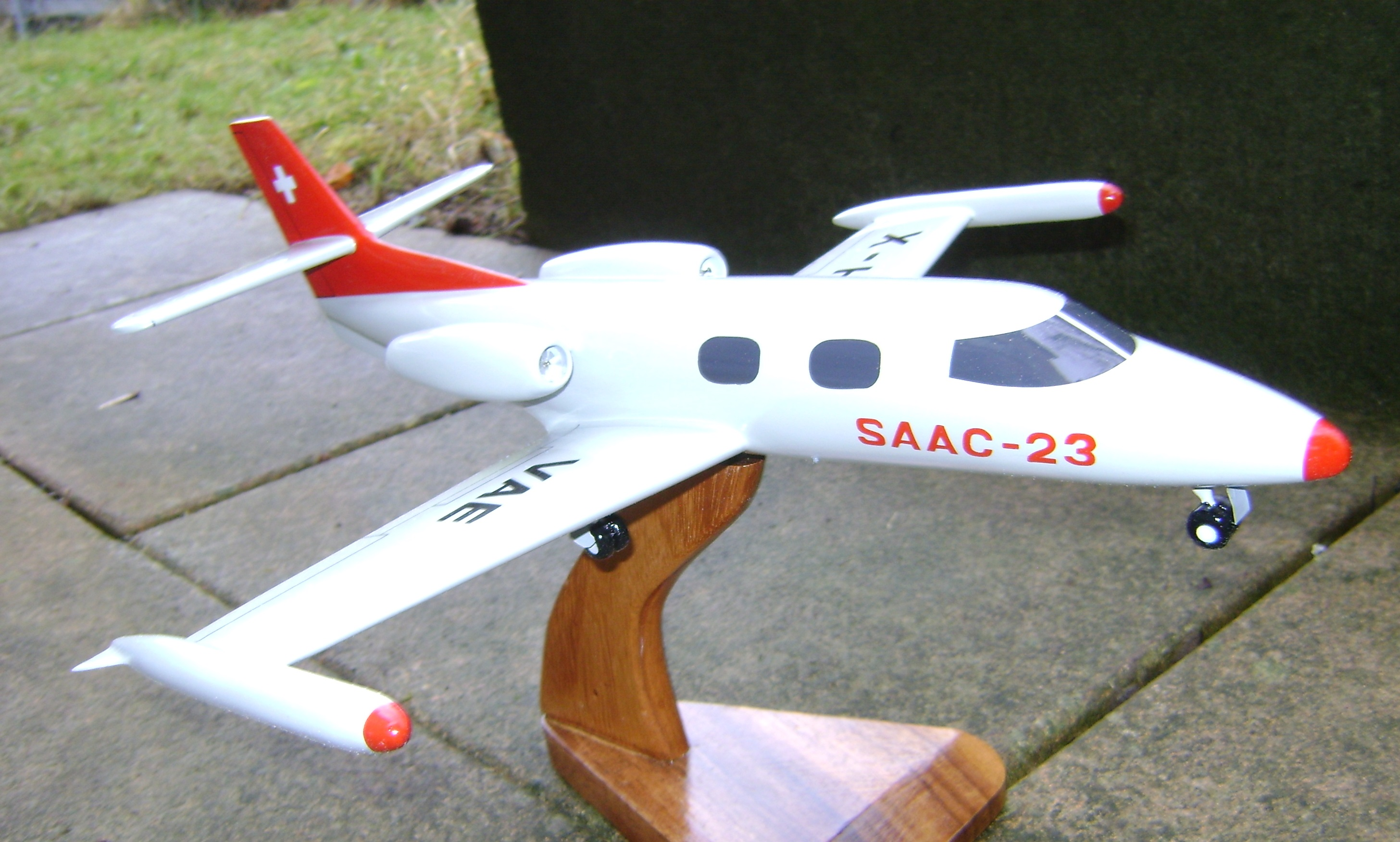
FFA SAAC-23

## Especificaciones (P-16 Mk III)
Referencia datos: Switzerland's P-16:Father of the Learjet

### Características generales
- Tripulación: 1 piloto
- Longitud: 14,3 m (47 ft)
- Envergadura: 11,2 m (36,6 ft)
- Altura: 4,3 m (14 ft)
- Superficie alar: 30 m² (322,9 ft²)
- Peso vacío: 7037 kg (15 509,5 lb)
- Peso máximo al despegue: 11 713 kg (25 815,5 lb)
- Planta motriz: 1× Turbojet Armstrong Siddeley Sapphire ASSa.7.
  - Empuje normal: 49,1 kN (5007 kgf; 11 038 lbf) de empuje.

### Rendimiento
- Velocidad máxima operativa (Vno): 1118 km/h (695 MPH; 604 kt)
- Velocidad de entrada en pérdida (Vs): 179 km/h (111 MPH; 97 kt)
- Alcance: 1447 km (781 nmi; 899 mi)
- Techo de vuelo: 14 000 m (45 932 ft)
- Régimen de ascenso: 65 m/s (12 795 ft/min)
- Carga alar: 250 kg/m²

### Armamento
- Armas de proyectiles: 

  - 2× cañón automático Hispano-Suiza HS.825 de 30 mm
- Puntos de anclaje: 4 pilones subalares con una capacidad de 2590, para cargar una combinación de:  
  - Bombas: De caída libre
  - Cohetes: 44 × 68 mm Matra FFAR

### Desarrollos relacionados
- Learjet

### Aeronaves similares
- de Havilland DH.112 Venom